# آكل الرحيق الصاخب
آكل الرحيق الصاخب (باللاتينية: Manorina melanocephala) أي مانورينا ميلانوسيفالا هو طائر من عائلة آكلي العسل الميليفاجيديا، وهو يستوطن شرق وجنوب شرق أستراليا. فهو طائر رمادي اللون وذو رأس سوداء  ومنقار وأرجل صفراء برتقالية وبقعة صفراء مميزة خلف العين وأطراف بيضاء علي ريش الذيل.
إن الفصيلة التسمانية تمتلك جزء أصفر أكثر كثافة في الجناح وطرف أبيض على نطاق أوسع بالذيل، يتشابه الذكور والإناث واليافعين بالمظهر على الرغم من أن الطيور الصغيرة رمادية بنية اللون. وكما يوضح الاسم، فإن آكل الرحيق الصاخب هو من السلالة الصوتية حيث يصدر مجموعة كبيرة من الأغاني والصيحات والتعنيفات والأنذارات، اما صغار الطيور خاصة يصدرون أصوات ثابتة تقريبًا. هو واحد من أربع سلالات من جنس المانورينا. ينقسم آكل الرحيق الصاخب نفسه إلى أربع أنواع فرعية.
وُجد أنه في جزء شاسع من أقصى شمال كوينزلاند من خلال نيو ساوز ويلز وفيكتوريا حتي تسمانية وشرق جنوب أستراليا، يعيش آكل الرحيق الصاخب في الأساس بغابات الكافور المفتوحة والجافة والتي تفتقد للشجيرات الصغيرة والتي تنمو تحت الأشجار الكبيرة. هذا يتضمن الغابات التي يهيمن عليها الأشجار الأسترالية المتوطنة ذات البقع وبوكس آند ايرن بارك (وهو من الأشجار المزهرة متعددة الجذوع)، بالإضافة إلي، الغابات المتدهورة والتي قد أُزيل منها الشجيرات الصغيرة مثل المساحات المحروقة حديثاً ومساحات الرعي والمساحات المزروعة والمخزونات المزروعة علي جانب الطريق وحدائق الضواحي والحدائق ذات الأشجار والعشب ولكنها بدون شجيرات كثيفة. إن كثافة أعداد هذا الطير قد ازدادت بصورة واضحة بمناطق عدة، وخاصةً المناطق التي يهيمن عليها الإنسان. في حين أن نباتات الحدائق المنتجة للرحيق مثل الجريفيليا المزهرة الكبيرة أُعتقد في إنها لها دوراً في انتشارها وتكاثرها. وقد أوضحت الدراسات حالياً أن آكل الرحيق الصاخب استفاد في الأساس من ممارسات المناظر الطبيعية والتي أنتجت مساحات مفتوحة يسودها الكافور.
إن آكلي الرحيق الصاخبين يعيشون في أسراب وفي اقاليم. فهم يتغذون علي العَلف ويستحمون ويسكنون في جًثم ويتكاثرون ويدافعون عن أرضهم في جماعة: مكونين بذلك مستعمرات والتي من الممكن أن تحتوي علي المئات من الطيور. لكل طير مساحة للحركة، والطيور ذوي مساحات للحركة متداخلة، يشكلون روابط تسمي جماعات وهي أكثر الوحدات استقراراً داخل المستعمرة. تشكل الطيور أيضاً أسراب مؤقتة تسمى اتحادات لأنشطة محددة مثل مهاجمة فريسة. وهذا الطير من المُلاحظ أنه عدواني ومُطارد ومهاجم وعنيف. يحدث الهجوم طوال اليوم، مستهدفاً كلاً من الدخلاء وأعضاء المستعمرة.
يوجد العلف في سرادق الأشجار وفي الجذوع والفروع وعلي الأرض. يأكل هذا الطير الرحيق بشكل أساسي والفاكهة والحشرات. يقضي معظم الوقت هذا الطير في التقاط بقايا أوراق شجر الكافور. ويمكن أن يحصل علي معظم احتياجاته من الغذاء من المانا (عصارة النبات) والمن (ماده سكرية تتكون علي الأوراق) والليرب (بلورات من المن تنتجها بعض اليرقات) المُجمع من بقايا أوراق الشجر. آكل الرحيق الصاخب لا يستخدم طريقة معتادة في استرضاء الأنثي، ولكنه حدث شائع خَنَق. فهو يتكاثر طوال العام. مكوناً عش على شكل كوب عميق واضعاَ بيضتين إلى اربع بيضات. فترة الحضانة تكون برعاية الأنثي فقط على الرغم من مساعدة 20 ذكر في رعاية أفراخ الطيور. تملك هذه الطيور مجموعة من الإستراتيجيات لزيادة إنجاح عملية تكاثرها متضمنة أفراخ عديده ومجموعة مهاجمه علي الفرائس. زيادة أعداد هذا الطير متعلقة بالحد من تنوع الطيور في المناطق الطبيعية المتأثرة بالإنسان. إن توزيعه علي الأقاليم يعني نقله وهذا لا يُعد حل لتكاثره ووفرته. وقد أُقترح الإعدام (هي عملية عزل الكائنات من مجموعة خصائص غير مرغوب فيها لتعزيز الخصائص المرغوب فيها) على الرغم من أن آكل الرحيق الصاخب حالياً هو من السلالات المحمية في جميع أنحاء أستراليا.

## التصنيف
وصف عالم الطيور الإنجليزي جون لاثام آكل الرحيق الصاخب أربع مرات عام 1801 في عمله دليل ملحق لنظام علم الطيور، ومن الواضح عدم معرفة أنه نفس الطائر في كل حالة وهم: آكل النحل الثرثار(الصاخب)(ميروبس جاريولاس)، وذو الرأس السوداء جراكل (جراكولا ميلانوسيفالا)، وآكل النحل ذو رأس مُقبعة (أي مختلفة اللون بوضوح عن بقية الجسد ويشبه العُرف)، وآكل النحل ذو الجبهة البيضاء (ميروبس البيفرونس). وقد سجلت الدراسات الأولية ميول هذه الطيور لترهيب الفريسة مثل الصيادون علي وشك صيد الهدف. يُعد هذا مثل آكل النحل الثرثار، والذي رُسم بين عامي 1792 و1797 بواسطة توماس واتلينج حيثُ أنه من مجموعات عُرفت إجمالياً بالرسام بورت جاكسون. تعامل جون جولد مع الاسم ميروبس جاريولاس علي أنه الوصف الأصلي، وأعاد تسميته بميزانتا جاريولا في عام 1865 في عمله الدليل إلى طيور أستراليا، مُطلقاً عليه الاسم الشائع وهو آكل العسل جاريولوس، ومشيراً إلى الاسم البديل لآكل العسل الصاخب. وقد أشار إلى أن مستعمري تسمانية أطلقوا عليه المُنقب الصاخب، بينما أطلق عليه السكان الأصليون لنيو ساوز ويلز كوبايجن. كو كو جانج كان الاسم الأصلي المحلي من الجبال الزرقاء(وهي منطقة جبال بأستراليا).
بينما بدا علماء الطيور الأستراليون في بداية القرن العشرين استخدام اسم مانورينا ميلانوسيفالا، حيث أنه صُنف اولاً من قِبل لاثام في عام 1801. هذا الاستخدام لم يتوافق مع المصطلح المحدد من قِبل المدونه الدولية في التسميه لعلم الحيوان. احتفظت اللجنة الدولية للتسميه لعلم الحيوان في عام 2009 بالاسم الحالي عن طريق وقف م. جاريولا. وقد اُشتق اسم السلالة ميلانوسيفالا من كلمة اليونان القديمة ميلاس أي "الأسود" وكيفال أي «الرأس», مشيراً إلى تاجه الأسود. هناك أسماء شائعة تتضمن ميكي ماينر (وهو من فصيلة الطيور آكلي العسل) وسولدير. وقد تم التعرف علي أربع سلالات فرعية ومنها سلالة الليتشي وذلك في شرق تسمانية. ووفقا لريتشارد سكود ففي عام 1999 تم تقسيم الطيور الرئيسية بالمنطقة إلى ثلاث سلالات فرعية وهما__ تيتانيوتا من شبه جزيرة كاب  يورك في كوينزلاند وحتي ماريبا، وليبيدوتا في وسط كوينزلاند ونيو ساوز ويلز غرب نينجان والسلالة الفرعية المسماة ميلانوسيفالا من جنوب شرق نيو ساوز ويلز وفيكتوريا وجنوب جنوب أستراليا. هناك مناطق شاسعة حيث أن الطيور وسطية بين السلالات الفرعية. هناك دراسات إضافية مطلوبة لتوطيد تصنيف هذه السلالات.
إن آكل الرحيق الصاخب واحد من اربع سلالات من جنس المانورينا في عائلة آكلي العسل، ويُعرفون بميلفاجيديا، بينما الثلاث الآخرون هم: آكل الرحيق الصاخب ذو الأذن السوداء (م.ميلانوتس) وآكل الرحيق ذو الرقبة الصفراء (م.فلافيجيولا) وآكل الرحيق ذو الصوت الرنان (م.ميلانوفرس). ومن الخصائص الأكثر وضوحاً من جنس هذا الطائر هي رُقعة من الجلد الأصفر خلف العينين مما يظهره بعينين حولاوان. من ضمن هذه السلالة: آكل الرحيق الصاخب وذو الأذن السوداء وذو الرقبة الصفراء حيث يشكلون الجنس الفرعي ميزانتا. يٌهجن آكل الرحيق الصاخب أحياناً مع آكل الرحيق ذو الرقبة الصفراء. إن التحليل الجزيئي قد أوضح ان آكلي العسل ينتمون إلى الباردالوتيديا والآكانثيذيديا (طائر مُغرد أسترالي، سكردينز وثورنبيلز، إلخ) وماليوريديا (طائر النمنمة الأسترالي) في عائلة الميلافوجيديا الضخمة.

## الوصف الخارجي

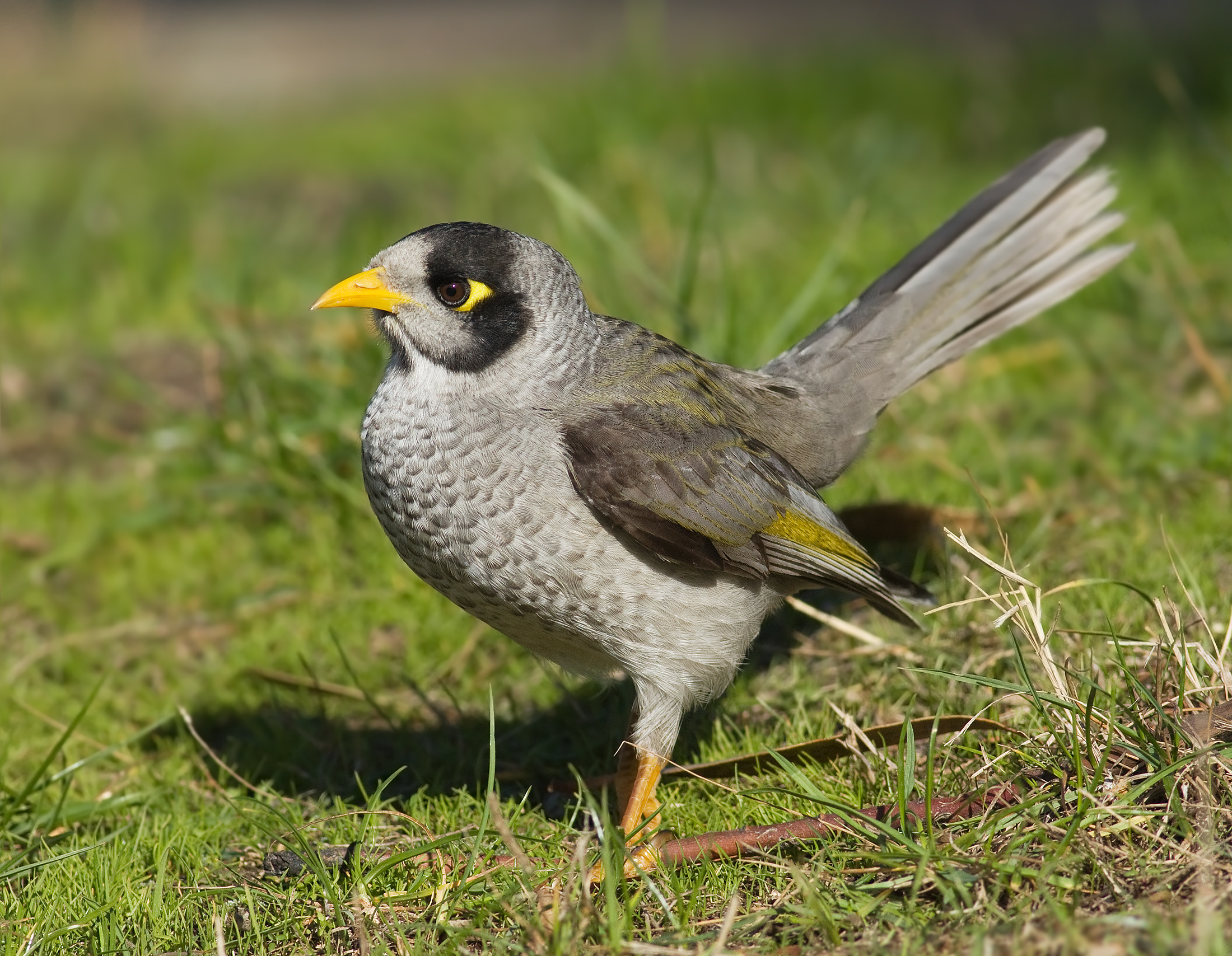
طائر رمادي اللون مع بقعة صفراء خلف العين، ومنقار وقدم برتقالية صفراء اللون، بالإضافة إلى بقعة علي الجناح زيتونية صفراء اللون.

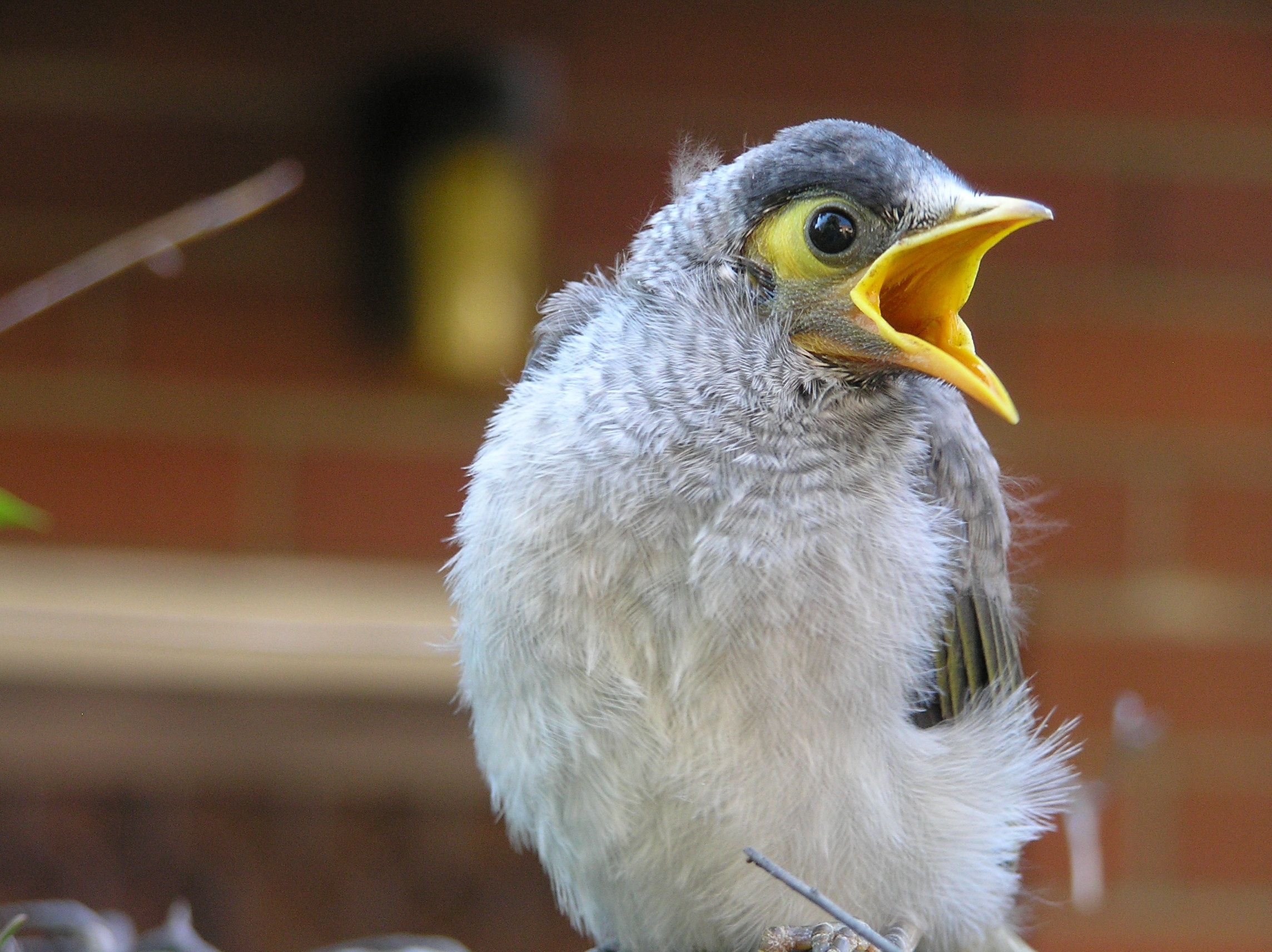
تطلق الأفراخ من 85 إلى 100 سقسقة (نداء) في الدقيقة

إن آكل الرحيق الصاخب هو آكل عسل ضخم حيث يتراوح طوله من 24-28 سنتيميتر (9.4-11.0 بوصة) ويتراوح الجناح بين 36-45 سنتيميتر (14-18 بوصه). يزن حوالي 70-80 جرام (2.5-2.8 أوقية). تملك الطيور الذكر والأنثي والصغار نفس الريش: اللون الرمادي علي الظهر والذيل والصدر وأسفله اللون الأبيض وجزء أبيض اللون بمؤخرة العنق وخلف العنق والصدر. يملك أيضاً هامة وجبين أوف وايت وعُصابة سوداء علي التاج ومنقار أصفر برتقالي اللون مُشرق وبقعة من الجلد الأصفر المميز خلف العين، بالإضافة إلى طرف أبيض بارز علي الذيل يتميز أيضاً بمساحة مطوية في الجناح قليلة صفراء زيتونية اللون، وأرجل وقدم صفراء برتقالية اللون. يتميز الصغار بريش أنعم ومسحة بنيه تميل للأسود علي الرأس وفي الخلف الرمادي. ورقعة جلد صفراء رمادية باهته اللون خلف العين. يتشابه آكل الرحيق الصاخب في المظهر الخارجي لآكل الرحيق ذو رقبة صفراء، وأيضاً مع آكل الرحيق ذو أذن سوداء. وبينما يمتلك جبهة بيضاء باهته اللون وتاج أسود، يمتلك الآخرون رؤوس سوداء.

## الاختلاف الجغرافي
إن تنوع حجم آكل الرحيق الصاخب يتبع قانون برجمان (وهي مبادئ جغرافية بيئية والتي تحدد أحجام السلالات والتي هي أكثر حجماً بالبيئة الباردة). تميل الطيور إلى أن تصبح أكبر حجماً بالمناخ البارد. إن البالغين من وسط شرق وشمال كوينزلاند يميلون إلى امتلاك قليل من الزيتوني الأصفر علي حروف ريش الظهر والأجنحة وربما لا توجد تماماً. تمتلك أيضاً هذه الطيور حافة بيضاء على نطاق أوسع على الريش خلف الرقبة والظهر، مما يعطي الطيور من كوينزلاند مظهر بارز أكثر من الآخرين. يزداد طول الجناح علي المدي ويملك م.م ليتشي جناح قصير عن السلالة المسماة والمحددة، على الرغم من عدم وجود اختلاف كبير بطول الجناح وذلك بدراسة أُجريت علي سكان شمال 30س وشمال نهر موراي. تملك السلالة الفرعية ليتشي أيضاً رقعة أجمل خلف الرقبة أكثر من السلالة المسماة، بالإضافة إلى مسحة أكثر صفرة علي الجناح، ولون أبيض أكثر أتساعاً علي طرف الذيل. إن السلالة الفرعية تيتانيوتا بأقصي شمال كوينزلاند تملك ذيل أقصر، وتاج شاحب اللون مع رقعة جلد صفراء اللون، وأجزاء علوية شاحبة بدون لون زيتوني أصفر قبل السلالة المحددة. ووُجد ليبيدوتا بغرب نيو ساوز ويلز حيث أنه أقل من السلالة المحددة ذو تاج أسود وأجزاء علوية داكنة مزرقشة.

## إصدار الأصوات
وكما يبين لنا الإسم الشائع، فإن آكل الرحيق الصاخب ذو صوت غير عادي. وقد عُرف سابقاً بجاريولوس آكل العسل. يملك مجموعة كبيرة من الألحان الكبيرة والمتنوعة من الأغاني والنداءات والصيحات والتنبيهات. إن معظم هذه الأصوات عالية وخارقة تحتوي علي نغمة مزعجة واحدة. يملك أيضاً ندائين بترددين كبيرين، حيث يتم استخدامهم عند حشد المقتحمين في اقاليمهم، أو عندما يُري المفترسين بما في ذلك الإنسان، في حين يُستخدم النداء ذو تردد محدود وذلك عندما يُري المحمولين بالهواء أي القادمون مثل الفلكون البني (فالكو بيريجورا)، أو طيور أخرى كبيرة متضمنة ماجبي الأسترالي (كراكتيكس تيبيسن) وبياد كاروينج (سترفرا جراكيولينا). يُعد النداء المُرسل من قبل المفترس سلسلة من النغم العالي ونغم غير واضح. النداءات ذات تردد كبير هي سلسلة من نغم صرير ومنخفض وأجش وذلك بشدة تتنوع بين مستوي عالٍ ومنخفض. تُستخدم المجموعة ذات التردد الضيق، وذلك في المواقف التي يلاحظ الطائر المفترس ويقوم بحصر المعلومات عن مكان وجوده. تُستخدم مجموعة النداءات ذات تردد كبير وذلك لجذب الانتباه. والبدء في الحشد. يختلف الصرير بين الأفراد. وقد أظهررت اختبارات المعامل أن آكل الرحيق الصاخب يستطيع أن يميز بين نداءات مختلف الطيور. وبالتالي، فإن ذلك بنية متكاملة ذات خصائص اجتماعية معقدة للسلالات.
إن نداءات الإتصال والتيسير الاجتماعي أصوات ذات نغم منخفض والتي تُحمل لمسافات طويلة. وتُطلق النداءات المُغردة عن طريق الطيور وذلك عند الطوف بحثاً عن العلف. تطلق أيضاً نداءات مشابهه الأفراخ الصغيرة وذلك بمعدل متزايد عندما تقترب الأم من العُش. تتميز النداءات حيث النشاط الاجتماعي علي أعلي مستوي مثل النزاعات الإقليمية بين النوع نفسه، بإنها سلسلة من النغمات السريعة والمنتظمة والمنفردة. ولآكل الرحيق الصاخب أغنية عرض للأسراب للتزاوج وهي عبارة عن شدو معتدل وتردد منخفض. يتم ذلك عن طريق موجة اسراب قصيرة بواسطة الذكور، ويتم الاستجابة إليها عن طريق الإناث بصافره بتردد منخفض. يتواجد آكل الرحيق بمواطن الغابات حيث إمكانية النداء عبر الهواء للتغلب علي الصوت المنخفض. هناك عرض أصوات أيضاً ويسمي«الانتحاب». الانتحاب هو سلسلة من النغمات السريعة الإيقاعية والتي تُطلق بمنقار مفتوح وعروض أجنحة مرفرفة. يمتلك آكل الرحيق الصاخب ما يُوصف بأغنية البحر. هي أغنية جماعية ذات نغمات واضحة تُطلق عن طريق كورس في الساعات المبكرة من الصباح وذلك من مايو وحتي يناير. يتم غناء أغنية الفجر بالغسق، وتُسمع عبر مسافات طويلة وسمات ثنائية والتي تتضمن المجاوبة الصوتية.
يبدأ الفرخ الصغير بإرسال نداءات مغردة وذلك بعد خروجه من البيض مباشرةً. يقوم بالتغريد كثيراً وذلك في أول ثلثي فترة البقاء في العش وتثبت حتي آخر ثلث. لا يختلف النداء في وجود البالغون في العش مما يوحي بأن هذه التغريدات ليست موجهة للطيور البالغين. ويقوم الصغير بالسكوت عندما يعطي الطائر البالغ نداء التنبيهات مخرجاً صوت انين عندما يُطعم الصغار. يتشابه نداء الاسترضاء مع نداءات الأفراخ الصغيرة، ولكنها تتميز بصوت أعلي مُلمة نطاق كبير (والذي من الممكن أن يجعلها أكثر انتشاراً). إن معدل النداء يتراوح بين 85 إلى 100 نداء في الدقيقة. وفي وجود أماكن مفتوحة بأشجار منخفضة، يُسمع النداء لكيلومتر أبعد. تضم إصدار الأصوات لدي الصغار عناصر متنوعة من النداءات حيث تبدا في الانطلاق وذلك عندما يبلغ الفرخ الصغير من العمر ثلاثون يوماً. يخرج آكل الرحيق الصاخب أصوات غير صخبة وذلك بالنقر والصوت الحاد بالمنقار أثناء مواجهة خِصم من سلالة أخرى، أو عند حشد مفترس.

## التوزيع والموطن
يستوطن آكل الرحيق الصاخب شرق وجنوب شرق أستراليا محتلاً منطقة كبيرة دائرية من أقصي شمال كوينزلاند حيث ينتشر السكان حتي نيو ساوز ويلز حيث ينتشر آكل الرحيق من الساحل وحتي انجليدوول (أعلي غرب نيو ساوز ويلز) وبلرانالد (مدينة بنيو ساوز ويلز) من خلال فيكتوريا وحتي جنوب شرق أستراليا الجنوبية وشرق تسمانية. يزداد معدله بطريقة ثابتة بأستراليا الجنوبية منذ أن تم اكتشافه وتسجيله بالقرب من اديلايد في بداية عام 1890. وهو مقيم وغير مهاجر وذلك بعدده بالكامل. آكل الرحيق الصاخب هو طائر محلي، وتدافع المستعمرة بعدوانية مما أدي إلى نقص ملحوظ بالسلالة بمساحات يهيمن عليها آكل الرحيق الصاخب مع استبعاد سلالات قليلة.

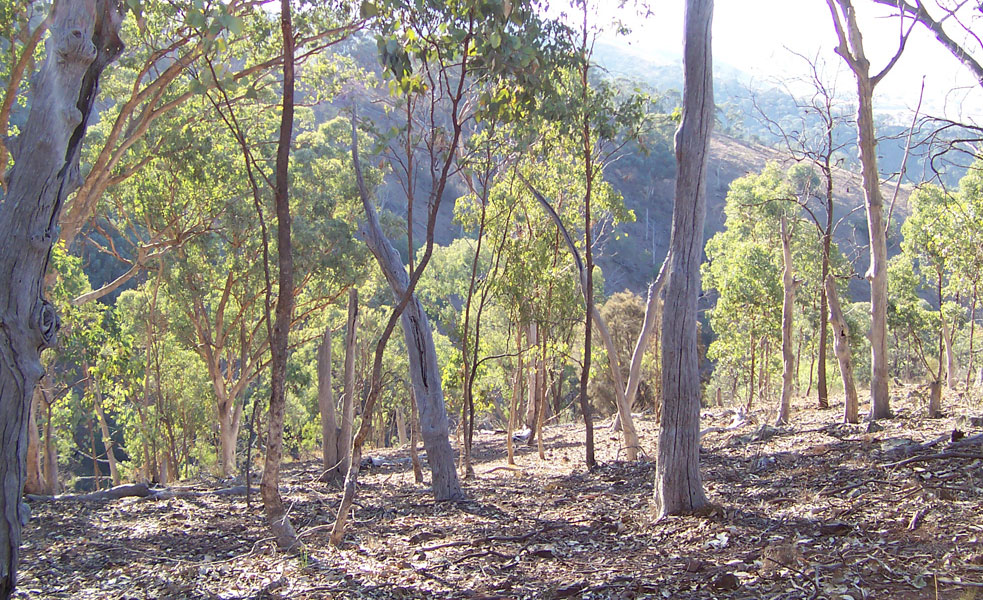
غابات كافور مفتوحة بدون شجيرات صغيرة والتي تناسب آكل الرحيق الصاخب

يسكن آكل الرحيق الصاخب في الأساس بغابات الكافور المفتوحة الجافة بدون شجيرات صغيرة نامية تحت الأشجار الكبيرة. ويتواجد عادتاً بغابات السكليروفيل (وهو نوع من النباتات ذو أوراق صلبة ومسافات قصيرة بين الأوراق والساق)، بما في ذلك الكثبان الرملية أو نتوءات ثابتة. يتواجد أيضاً بغابات محتوية علي أشجار مبقعة ذات جذوع مستقيمة تبلغ حوالي 45 متر من حيث الارتفاع علي منحدرات الجبال والمنحدرات المكشوفة وأيضاً غابات البوكس وآيرن بارك علي تلال جريت ديفايدينج رينج (أكبر مجموعة من الجبال بأستراليا)، بالإضافة إلى غابات متنوعة من الكافور والسايبرس (خشب السرو) (كوليتريس) وغابات يهيمن عليها اليابونيا (سلالة من شجر الكافور الأصلي بنيو ساوز ويلز)، ومولجا (أشجار صغيرة بأستراليا)، وجيدجي (شجر متوطن بأستراليا يصل ارتفاعه ل12 متر)، وبريجالو (شجر بأستراليا يبلغ ارتفاعه 25 متر)، وشجيرات ايمو (يوجد منها 215 نوع) وذلك في وجود البيلا (شجر أسترالي من فصيلة الكازورينا) وكتل متفرقة من اليوريه (شجر أسترالي يبلغ ارتفاعه 10 متر) وعلي أطراف غابات ريفير ريد جيم (من جنس الكافور) متضمنة غابات مستنقعات السهول الفيضية ومساحات يهيمن عليها سلالات غريبة مثل شجر الدردار والصفصاف. يسكن دائماً الغابات المتدهورة حيث أن الشجيرات الصغيرة قد أزيلت بما في ذلك المساحات المحروقة، والمواطن المُعدلة مثل الزراعات كثيفة الأشجار ومناطق الرعي واراضي منفردة علي جوانب الطريق وبقايا شجيرات اراضي في المدن ومنتزهات الضواحي والحدائق والأشجار والعشب ولكن بدون كثافة شجيرات.
يستفيد آكل الرحيق الصاخب من تخفيف الغابات ذات طابع ريفي، الرعي الكثيف الذي يزيل الشجيرات الصغيرة وتجزئة الغابات مما زاد من نسبة تغير المواطن وممارسات المناظر الطبيعية المتحضرة التي تزيد من بيئات الكافور المفتوحة. ويمكن أن يُوصف بمعاكسة سلالة حجر العقد (هي سلالة لها تأثير علي البيئة) حيث أنها تستعمر مساحات متزايدة من المواطن التي يهيمن عليها الإنسان وتحتوي علي سلالة من الطيور الصغيرة العدائية من البنيات الحضارية. وقد تم ملاحظة هذه الظاهرة بالمناطق الريفية. وقد أظهرت دراسة ميدانية عبر منحدرات ساوز ويست في نيو ساوز ويلز أن وجود آكل الرحيق الصاخب يتوافق مع تقليل عدد الطيور مقتاتة الحشرات مثل الفانتيل (طائر أسترالي) وويسلرز وريستلس آكل الحشرات (ميياجرا انكوايتا) وسلالات آكلي عسل أخرى. هذا النقص هو الأكثر ملاحظة بالمواقع المتصلة بالمياه والغذاء. بينما من المفترض أن تكاثر أصناف الجريفيليا المزهرة قد شاركت في وجود آكل الرحيق الصاخب. وقد اوضح البحث الأخير تكاثر المساحات المفتوحة المشجرة الخفيفة ووجود سلالات من الكافور وهي من أكثر العوامل المميزة لزيادة السكان. إن الأزهار الكبيرة المهجنة جريفيليا مثل روبين جوردن، تستطيع أن تفيد آكل الرحيق الصاخب، وبخاصةً عند وفرة الموارد والتي عادتاً يكون مهيمن عليها من قبل آكلي عسل عدوانيين. إن مصدر للرحيق مستمر يمكن أن يزود ميزة للسلالات الغير مهاجرة. وجدت دراسة ميدانية عن بلد البوكس-آيرن بارك بوسط فيكتوريا أن أعداد آكل الرحيق الصاخب مرتبطة بوجود عشب أصفر (من أشجار الكافور) والتي تنتج أزهار (رحيق) كل عام. على الرغم من أن وفرة آكل الرحيق الصاخب في الأساس يتم تحديده بواسطة بنية الموطن.
إن مدي آكل الرحيق الصاخب لم يتوسع بشكل ملحوظ حيث أن كثافة السكان في هذا النطاق تزداد بصورة ملحوظة. إن الكثافات العالية لآكل الرحيق الصاخب يتم تسجيلها بانتظام في الغابات ذات شجيرات صغيرة كثيفة بجنوب كوينزلاند 20 كيلومتر (12ميل) أو أكثر من أطراف الأرض الزراعية أو الغابة. إن العديد من هذه المواقع تملك شبكات طرق شاملة تستخدم لإدارة الغابة ومساحات المنتزهات ومسارات للمشي للاستجمام. وُجد أن تلك المساحات التي طُهرت تلعب دوراً كبيراً في وفرة آكل الرحيق بالغابات. هناك دلائل تشير إلى أن الطرق ذات كثافة عالية مرتبطة بمستويات أعلي في أعداد هذا الطائر. وقد أوضح عمل ميداني بفيكتوريا أن آكل الرحيق الصاخب يتسلل إلى أي مكان من 150 إلى 300 متر أي (490 إلى 980 قدم) إلى أطراف بقايا أي غابات، وهي أكثر اختراقاً في أقل مساحة غابات كثافة. إن هذا له تأثيرات علي أحجام مواطن الغابات والتي تستخدم كمساحات حرة لتضم آكل الرحيق حوالي 36 هيكتر أي (89 فدان). إن مشاريع إعادة الزرع تستعيد غابات البلوك، وسلالات الشيوك (نبات مزهر) والتي هي جزء لا يتجزأ من وجود كوكاتو ذو الذيل الأحمر (كاليبتورنكس بانكسي)، حيث يتم زرعه بواسطة سلالات منشئه، مع كافور سريع النمو. إن كثافة آكل الرحيق في غابات البلوك حيث الكافور المزروع تتراوح غلي ما فوق 16 لكل هيكتر أي (6.4 لكل فدان). يرتبط وجود آكل الرحيق بشكل أساسي مع اختلاف أعداد وأنواع طيور أخرى بالغابات.

## النظام الاجتماعي
إن آكل الرحيق الصاخب سلالة مكونة من أسراب، ومن النادر رؤيته بمفرده أو بثنائيات. فهم يأكلون ويتحركون ويسكنون في مستعمرات والتي تتكون من العديد من مئات الطيور.

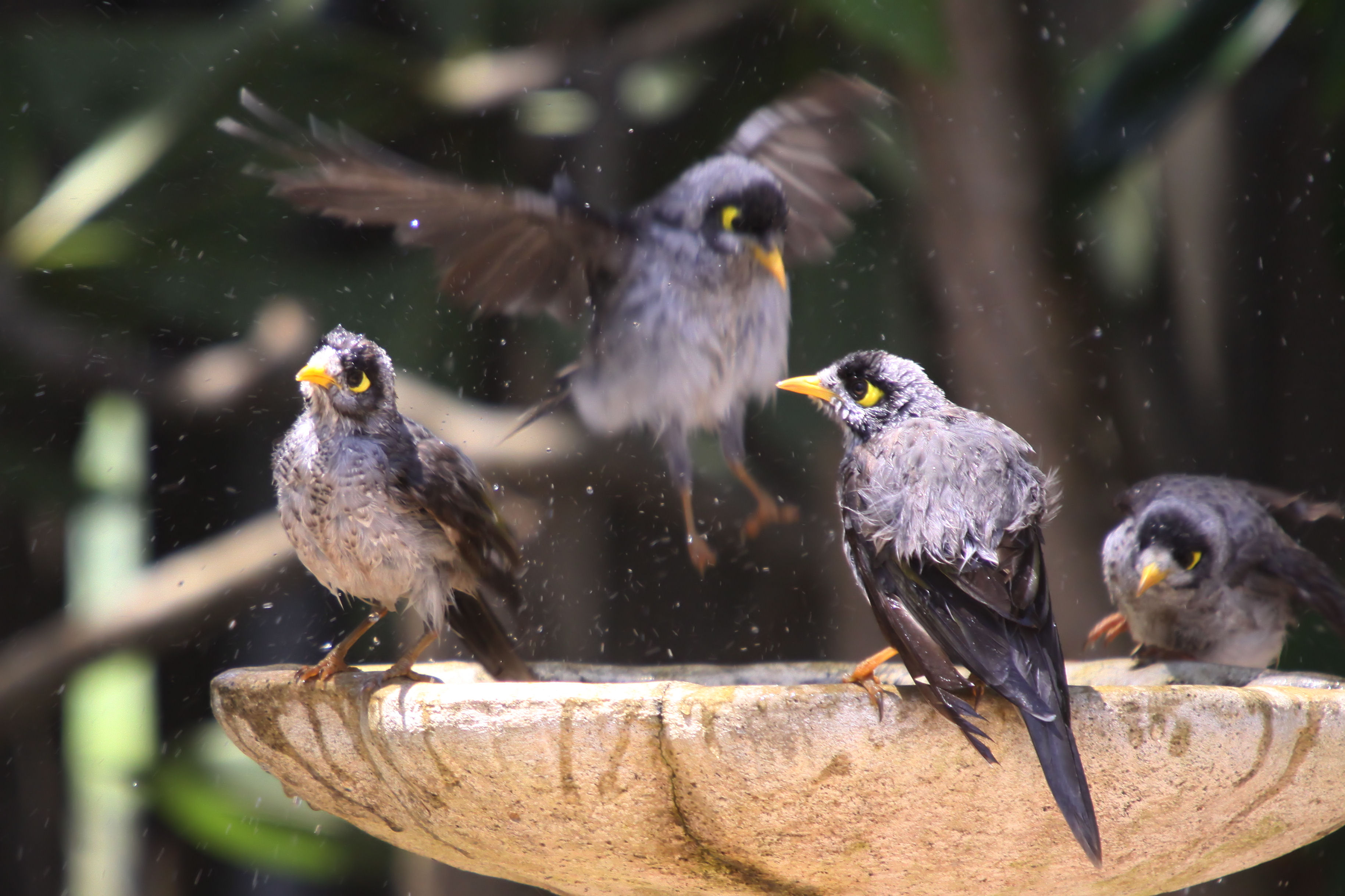
سرب من سلالة آكل الرحيق الصاخب حيث يشترك في أكثر الأنشطة اجتماعية

وفي المستعمرة يشغل الذكر مساحة نشاط والذي يتداخل مع مساحات الذكور الأخرى. إن الذكور ذو مساحات متداخلة يشكلون روابط تسمي حلقات. تحتوي هذه الحلقات من 10 إلى 25 طائر. هذه الحلقات هي من أكثر الوحدات استقراراً داخل المستعمرة. تشكل الطيور أيضاً أسراب مؤقته حين يجتمعون في نفس النشاط. هذه الأسراب تسمي أحزاب وتضم من 5 إلى 8 طيور، وذلك على الرغم من أن الأحزاب فيما فوق 40 طائر عند الحشد لمواجهة حيوان مفترس. إن عضوية الأحزاب تتغير بإستمرار حيث أن الأفراد تترك الجماعة. ذلك بسبب أنه تخطي حدود العمل المطلوب أو انتهي أو تغير عندما يبدأ فصل التكاثر. تستخدم الأناث مساحات النشاط تلك التي تتداخل مع الذكور وليس مع الأناث الأخرى. تشترك إذن الإناث مع أحزاب الذكور في مساحاتهم، لكن من النادر وجود أكثر من أنثي في الحزب. إن التفرد بأنثي من مساحات النشاط يؤدي إلى أناث صغيرة تخرج من المستعمرة حيث يولدون، ولكن ذلك يصعب عليهم العثور علي مكان آخر لمستعمرة جديدة. وجدت دراسة للأفراخ التي تحيا بمستعمرة واحدة وحتي فصل التكاثر التالي، أنهم من الذكور فقط. مشيرة إلى أن جميع الأفراخ الإناث قد ماتوا أو تركوا المستعمرة. إن هجرة الذكور لا تحدث الإ إذا وصلت كثافة طيور المستعمرة إلى مستوي كبير وحرج.
إن الاعتناء بالصغار هو أمر مشترك مع ذكور الجماعات جالباً الطعام للأفراخ ومزيلمزيلاً للبراز. إن الطعام الجماعي يزداد بعد أن تكون الأفراخ نبت ريشهم. يمكن أن يجلب الذكور من الجماعات الأخرى المجاورة الطعام للصغار إذا لم ياكلوا بعد. إن التجمع يكون جماعي مع 2 إلى 6 بالغين، ويتغذي الصغار مع بعضهم البعض بالقرب من طرف فرع معلق يبلغ من 20 متر أي (66 قدم) فوق الأرض في نطاق الأنشطة. تقوم الجماعات باختيار موقع جديد كل ليلة، ومن الممكن أن تقبل أ ترفض عدة مواقع، مشتركة في نداءات عدوانية ومتعاركة حيث أن الطيور الأخرى تحاول أن تشترك في المجموعة. تعتبر هذه الطيور هي الأخيرة لتجثم في الليل، ولكنها تظهر مستغرقة في النوم، غير منزعجة من ضوء المشاعل. تشرب طيور آكل الرحيق معاً علي حافة البحيرات والسدود ومن أوعية الماشية وغالباً ما تجلس علي فرع مغمور. تستحم هذه الطيور عن طريق القيام بإنزال رأسها أولاً في المياه، وعندما تغمر كلياً تقوم بضرب جناحيها بقوة ونشاط ثم تنحني برأسها تحت المياه. تقوم الطيور بإزالة المياه الزائده عن اجسامهم ثم يطيرون بالقرب من فرع وذلك ليسوي الطائر ريشه بمنقاره. وقد لوحظ أن هذه الطيور تستخدم مياه الأمطار أو الندي في أوراق الشجر لتستحم. في المناخ الجاف تقوم الطيور باستخدام التراب للاستحمام في تربة جافة أو ركام مبعثر مثل قصاصات العشب. إن الأستحمام هو جماعي، حيث تشارك الطيور عندما تلاحظ الطيور الأخرى. وقد لوحظ أنهم يقوموا بإزالة الحشرات عن أجسامهم.

## سلوك القطيع (الأسراب)

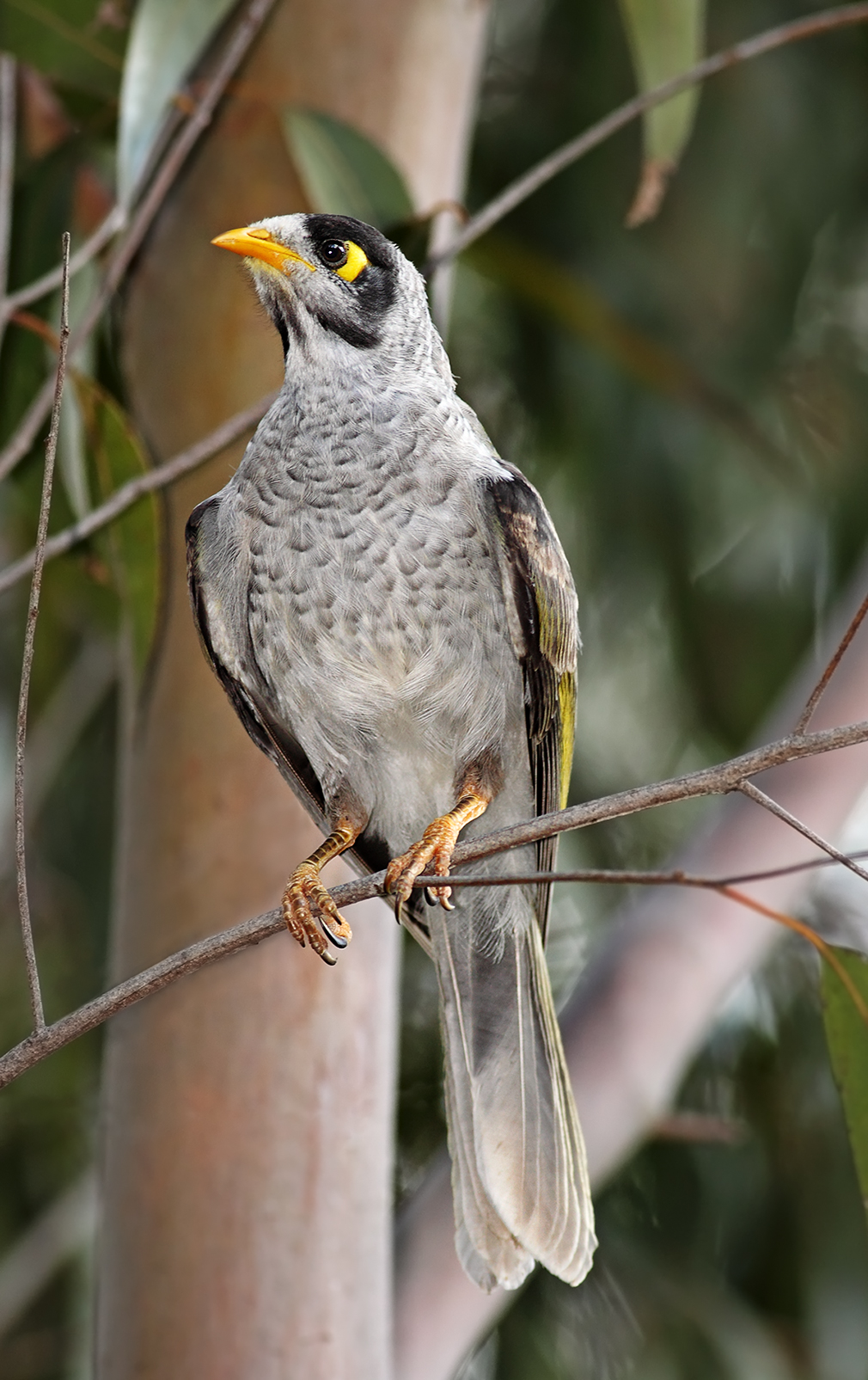
إن القامة الطويلة هي إشارة غير قوية علي وجود تهديد

يشترك آكل الرحيق الصاخب بمعظم الأنشطة في جماعة. فالسكن والغذاء وتسوية الريش بعد الاستحمام والاستحمام بالغبار أو إزالة الحشرات عن الأجسام جميعها أنشطة جماعية. إن الغناء وقت الفجر هو كورس جماعي، وخاصةً أثناء موسم التكاثر. إن العروض الطقسية تسهل من التفاعل الاجتماعي، والتي تُصنف بعروض الطيران، العروض الوضعية، وعروض الوجه. إن عروض الطيران الطويلة، تبدأ من قبل الذكور أو الإناث، أو مجموعات تتكون من 20 طائر فيما فوق وذلك من أكثر من سرب. هذه العروض تكون حوالي 40 متر أي (130 قدم) فوق مساحة كبيرة من النباتات والمحاصيل لمسافات تصل إلى 105 كيلومتر أي (93 ميل) من المنطقة، منادية بإستمرار ولا تعود إلى المستعمرة وذلك لمدة عشرون دقيقة. فعندما يعودوا، تظهر الطيور الباقية إشارات هياج، وفي بعض الأحيان يطيروا للالتحاق بهم. إن عروض الطيران القصيرة تُستعرض من قبل الذكور، ومن الممكن أن تناظر هذه العروض عروض لطيور أخرى. وفي حركات الطقوس، يطير آكل الرحيق الصاخب من جثمه إلى مساحة مفتوحة في نمط إيقاعي مموج ويدعو عادتاً للطيران. وفي نهاية العرض، ترجع الطيور مرة أخرى لجثمها بالقرب من نقطة انطلاقها. يرأس الطيران أنثي وذلك في فترة بناء العش، وهذا يعتبر عامل مساعد لجذب الذكر. إن الأنثي في أكثر الحالات انفعالاً يكون الجسم والذيل رأسياً مع أرجل متدلية كابحاً رأسه للخلف. تقوم الأنثي بذلك حينما تختار الأنثي موقع العش، وعندما تنقل مواد بناء العش وربما تملك وظيفة تحديد مكان العش لأعضاء المجموعات الأخرى.

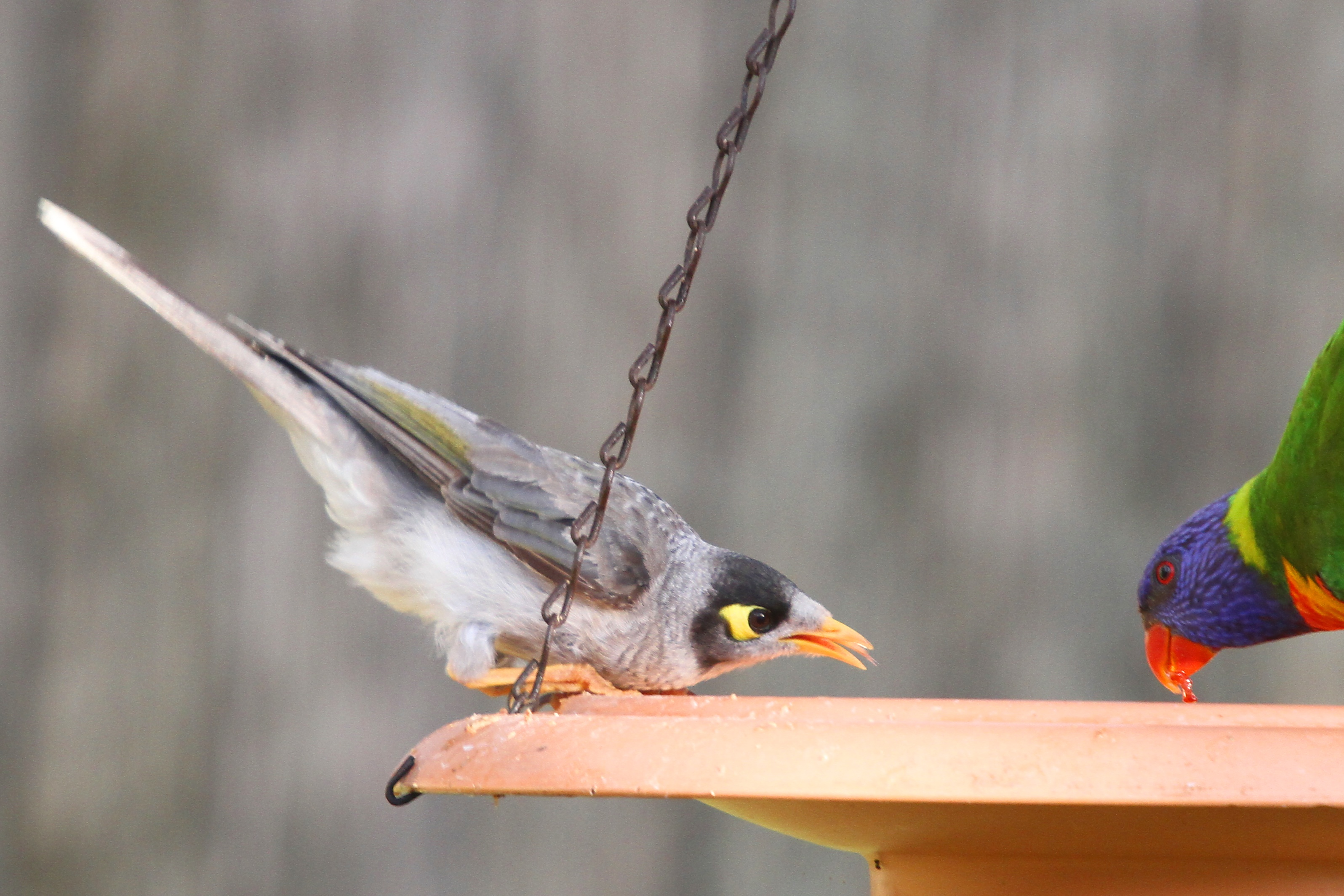
إن توجيه المنقار عادتاً ما يكون إشارة تحذير

إن العروض الوضعية تتضمن طول وقصر القامة، توجيه وفتح المنقار ورفرفة الجناح. إن طول القامة يُستخدم في الأتصال الوثيق مع طائر آخر عند وجود تهديد غير كبير. يقف الطائر برقبة وساقيه مستقيمين في مواجهة طيور أخرى. أما قِصر القامة فهي وضعية الخضوع حيث يجلس الطائر منخفضاً في جثم مع أرجل مبهمة مغطاه بريش وغالباً ما يكون بعيداً عن الطيور الأخرى. الأفراخ التي تُهدد من قِبل البالغون يأخذون وضع منخفض ويفتحوا منقارهم علي نحو واسع. إن تصويب المنقار هو نتيجة للتعرض للتهديد حيث يمتد الطائر أفقياً، بالإضافة إلى ريش أملس. يصوب المنقار تجاه الهجوم. يمكن أن يرافق تصويب المنقار إغلاق المنقار فجأه. يستخدم المرؤوسون عرض المنقار المفتوح وذلك في المعارك بين الطيور. وفي نفس الوقت تواجه الأنثي الطيور التي تقترب في العش. إن عرض المنقار الثلاثي يتضمن منقار مفتوح كلياً مع رفع اللسان حيث أنه عرض بارز وأكثر استسلاماً. إن رفرفة الجناح تتم في نفس وقت عرض المنقار المفتوح. تُثني الأجنحة وتُرفع بخفة عن الجسم وتخفق إلى أعلي وأسفل من ثلاث إلى ست مرات. يمكن أن يصطحب ذلك صوت نحيب، تتخلله عروض النسر رافعة جناحيها والذيل ممدود سواء أكان بشكل رأسي أو أفقي.
إن عروض العين تتم عن طريق عرض وتغطية الرقعة الصفراء خلف العين. عندما يكون الريش أملس بالكامل تظهر الرقعة، ولكن عندما ترفرف الطيور تختفي الرقعة. إن عروض العين يقترن بالعروض الوضعية وذلك مع إظهار الرقعة الصفراء كلياً من قِبل الطيور التي تستخدم وضعية التهديد بشكل ثابت، والطيور الغير ناضجة والتي تميل إلى تقليل حجم رقعة العين وذلك وقت الهجوم من طيور الأحزاب الأخرى.
وفي وقت مبكر من موسم التكاثر تندلع مجموعة من العروض حيث يؤدي حوالي عشرون أو ثلاثون طائر عروض باستخدام الأجنحة وتحليقات قصيرة ونداءات بشكل ثابت. إن الطيور العارضة يتم مهاجمتها من قبل الآخرين حيث هناك مجموعات تلتزم الصمت ولكن هناك طيور هائجة تشاهد هذه التصادمات. مجموعة العروض يتم في الصباح الباكر. تستمر هذه العروض حوالي 40 دقيقة وتظهر علي أنها مزيج من السلوك الجنسي وعدائي.
كوربوريه (من كلمات الحفلات الجماعية للطيور الأسترالية الأصلية) هي مجموعة عروض حيث تتجمع الطيور علي فرع متجاورة ويقفوا محدبين في وقت واحد مرفرفين ويصاحبه عروض المنقار المفتوحة ونداءات النحيب. تحدث هذه العروض عندما تتقابل الطيور بعد تغير بيئي اجتماعي قبل رجوع الطير بعد فترة غياب أو نفور متسلل أو إقبال مختلف المجموعات. تظهر هذه المجموعات روابط وتتضمن أعضاء من المستعمرات.

## السلوك العدائي
أنه يوصف دائماً علي إنها حرب بين طيور أخرى في إشارة مبكرة. إن آكل الرحيق الصاخب هو من أكثر طيور آكلي العسل عدوانية. تُعد معظم الأنشطة داخل المستعمرة عدائية مثل المطاردة والنقر والعراك والصياح والحشد وذلك يحدث بشكل مستمر طوال اليوم. تتحد الطيور لمهاجمة المفترسين وتدافع عن منطقة المستعمرة ضد سلالات الطيور الأخرى، وذلك على الرغم من أن الطيور من النوع الواحد عدوانية فيما بينها.
تُعد إناث آكل الرحيق الصاخب عدوانية تجاه بعضها البعض، وسبب آخر هو نسبة التحيز للذكور نتيجة للتعصب بين الإناث، وقيادة الغير ناضجين في المستعمرات ومنع هجرة إناث أخرى. إن العدوانية بين الذكور في العش أمر شائع. يبدأ البالغون في مهاجمة الصغار عندما يبلغوا من العمر احدي عشر أسبوع، ويمكن أن يكون من بين هؤلاء المهاجمون ذكور اعتنت بالأفراخ في السابق. إن الإناث البالغين أقل عدوانية تجاه الصغار، على الرغم من مهاجمة الأمهات لصغارهم أحياناً، وقد سُجل حالات عديدة لقتل الوليد. هناك خلاف بين الذكر والأنثي وذلك بخلاف قيادة الطيران حيث أنه جزء من طقس التزاوج. وفي هجوم مباشر علي الصغار يتم بالنقر مباشرةً في رقعة العين. فقد لوحظ السلوك العدائي بين الأفراخ وزيادته بعد مرحلة الأفراخ وفي بعض الأوقات تؤدي إلى موت أحد الأقارب.
تتحد مستعمرة آكل الرحيق الصاخب لحشد الدخلاء والمفترسين. عندما يقترب تهديد من آكل الرحيق الصاخب، فيوجه ويعرض رقع العين مع تحريك المنقار فجأة. يطير من خمس إلى خمسة عشر طائر حول الدخيل، بعض الطيور تقوم بسحب الدخيل أو الهجوم عليه. يستمر الحشد حيث لا يزال الدخيل باقي مثل تاوني فروجماوث (بودارجس ستريجويدز) (هو سلالة من طيور أستراليا ذو منقار على شكل خُطاف) أو تقوم بترك المكان. يتم حشد الجوانا (نوع من السحالي) والثعابين، ومعظم الطيور وحتي الغير مفترسين، الداخلين للأقاليم يتم مطاردتهم في الحال. وتم تسجيل مهاجمة آكل الرحيق لأولت نايتر الأسترالي (وهو ناشط في الليل) (ايجوثيليس كريستاتس) أثناء اليوم وجريبس وهيرونز (طائر ساحلي) والبط والكورمورانتس وذلك علي البحيرات بأطراف الأقاليم والطيور ذات العُرف (اوكيفيس لوفوتيس) والباردالوتس (طائر صغير ذو الوان براقة بأستراليا) والروزيلاس (هو واحد من خمس أو ثماني سلالات ملونة وهو ببغاء أسترالي). يتم مهاجمة الثديات الغير مفترسين مثل الخفافيش والماشية والخراف والوالبي (هو حيوان يشبه الكانجرو) على الرغم من أنهم أقل قوة من الطيور.
لا يقتصر هجوم آكل الرحيق الصاخب فقط علي الدخلاء، وهناك حوادث عدوانية تنتهي بموت شخص معتد. تتضمن التقارير هؤلاء الأثنين من آكلي الرحيق حيث قاموا بنقر هاوس سبارو (طائر صغير حيث يبلغ طوله 16سم ويزن من 24 إلى 39.5 جم) (باسر دوميستيكس) وذلك علي جمجمته وقتلوه في خلال ست دقائق. وهناك آكل رحيق آخر قام بالإمساك بستريلد باردالوت (بردالوتس ستربايتس) من جناحه، وقام آخر بالنقر علي رأسه حتي الموت وساكرد كينج فيشر (توديرامفس سانكتس) حيث تم مهاجمته لأكثر من خمس ساعات، ثم وجد ميتاً وجمجمته مهشمة.

## الاستجابة للتهديدات
يقوم آكل الرحيق الصاخب بعمل صيحات ونداءات عالية وذلك بالبيئات المتحضرة الصاخبة مثل الطرق الرئيسية. ومن الاستجابات الأولي لهذه الصيحات الشائعة هي المكوث بالمنطقة والبحث عن التهديدات بدلاً من الانسحاب. وفي دراسة أُجريت بميلبون وبالقرب من المساحات الريفية، وجُد أن آكلي الرحيق الصاخبين بالمناطق المدنية لا تقوم بالطير كثيراً، ولكن عندما تقوم بذلك فتطير لمسافات قصيرة. من غير الواضح إذا كان ذلك تكيفاً أم جرأة من آكلي الرحيق الذين استقروا في المدينة. وجدت دراسة ميدانية في كانبرا أن سبيرب فيري رينز (مالورس سيانيس) (طائر ذو عرف أزرق يتواحد بأستراليا) والذي يعيش بالمناطق التي يرتادها آكل الرحيق الصاخب، فحينما يدرك نداءات التحذير يقوم بالطيران، ويجهلها حيث لا تكون تحذيرية. هؤلاء الذين لا يعيشوا بالمناطق التي يتردد عليها آكل الرحيق الصاخب، لا يستجيب سبيرب فيري رينز لنداءاته. ذلك يؤكد أن السلالات قد تعودت وتعلمت أن تفرق وتستجيب لأصوات السلالات الأخرى.

## التغذية

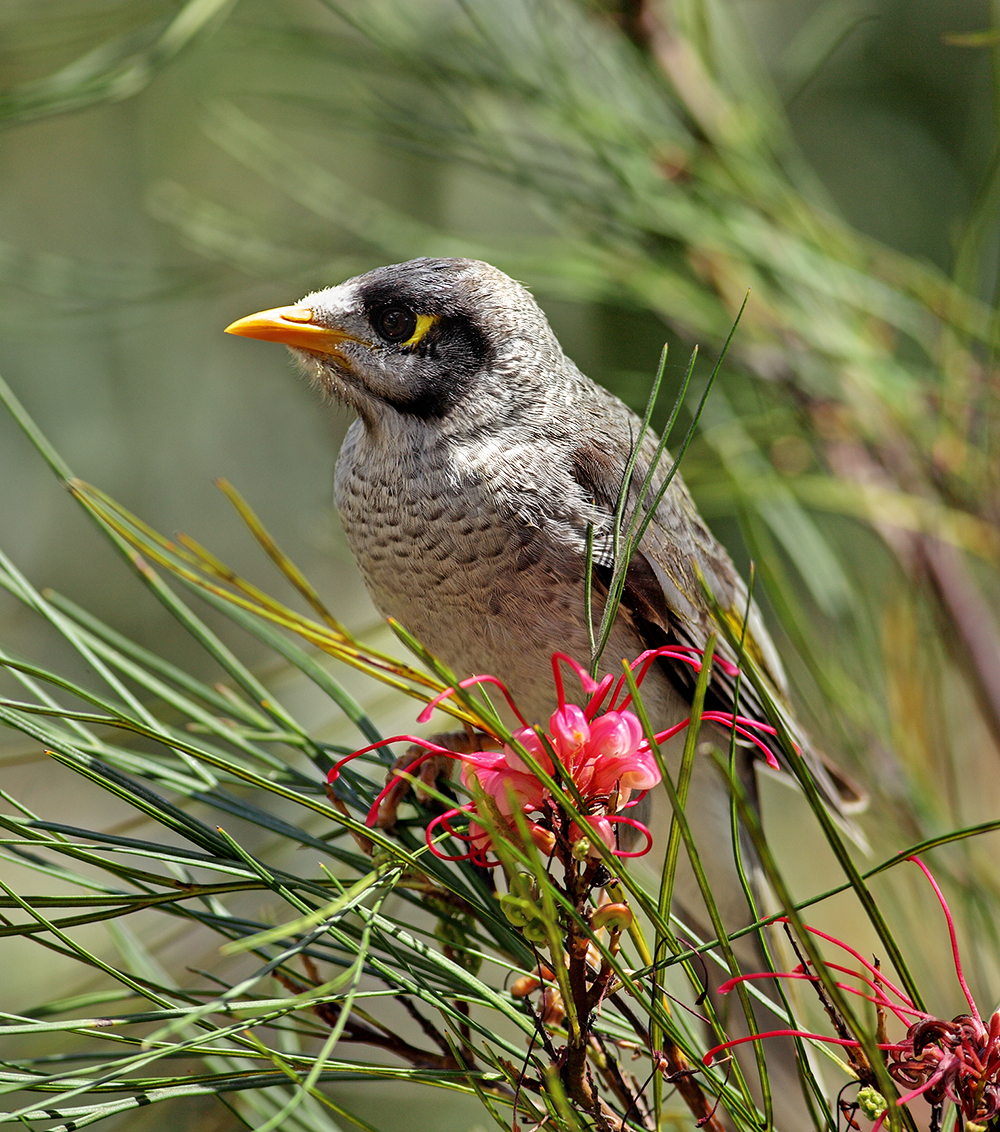
إن الجريفيليا المزروعة هي المصدر للغذاء الحضري.

يتغذي آكل الرحيق الصاخب علي الرحيق، الفاكهة والحشرات وفي بعض الأوقات يتغذي علي الزواحف الصغيرة أو البرمائيات. فهو كائن يعيش علي الشجر أو الأرض متغذياً علي سرادق الأشجار والجذوع والفروع والأرض. يأكل العلف وذلك من خلال أراضي المستعمرة خلال العام ويكون عادتاً في مجموعات تتكون من خمسة إلى ثمانية طائر، على الرغم من تجمع المئات علي منصات الأشجار المزهرة مثل البانكسيا (سلالة برية من النباتات المزهرة). يجمع آكل الرحيق الصاخب الرحيق مباشرةً من الأزهار، معلقة والرأس للأسفل أو متسلقاً فروع رفيعة بطريقة بهلوانية للوصول للرحيق. وتأكل الفاكهة وذلك من علي الأشجار أو من علي الأرض أو يلتقط (طريقة للتغذية حيث تنتف الطيور اللافقاريات من الشقوق) ويصطاد (طريقة للامساك بالحشرات وذلك من الهواء) اللافقاريات وأيضاً يلتقط من خلال أوراق الأشجار. وقد سُجل بحثه أيضاً في الفضلات المجففة لطائر الايمو (هو ثاني أكبر طائر من حيث الطول بعد النعامة) (درومايس نوفيهولاندي) والكانجرو الرمادي الشرقي (ماكروبس جيجانتس) بحثاً عن الحشرات.

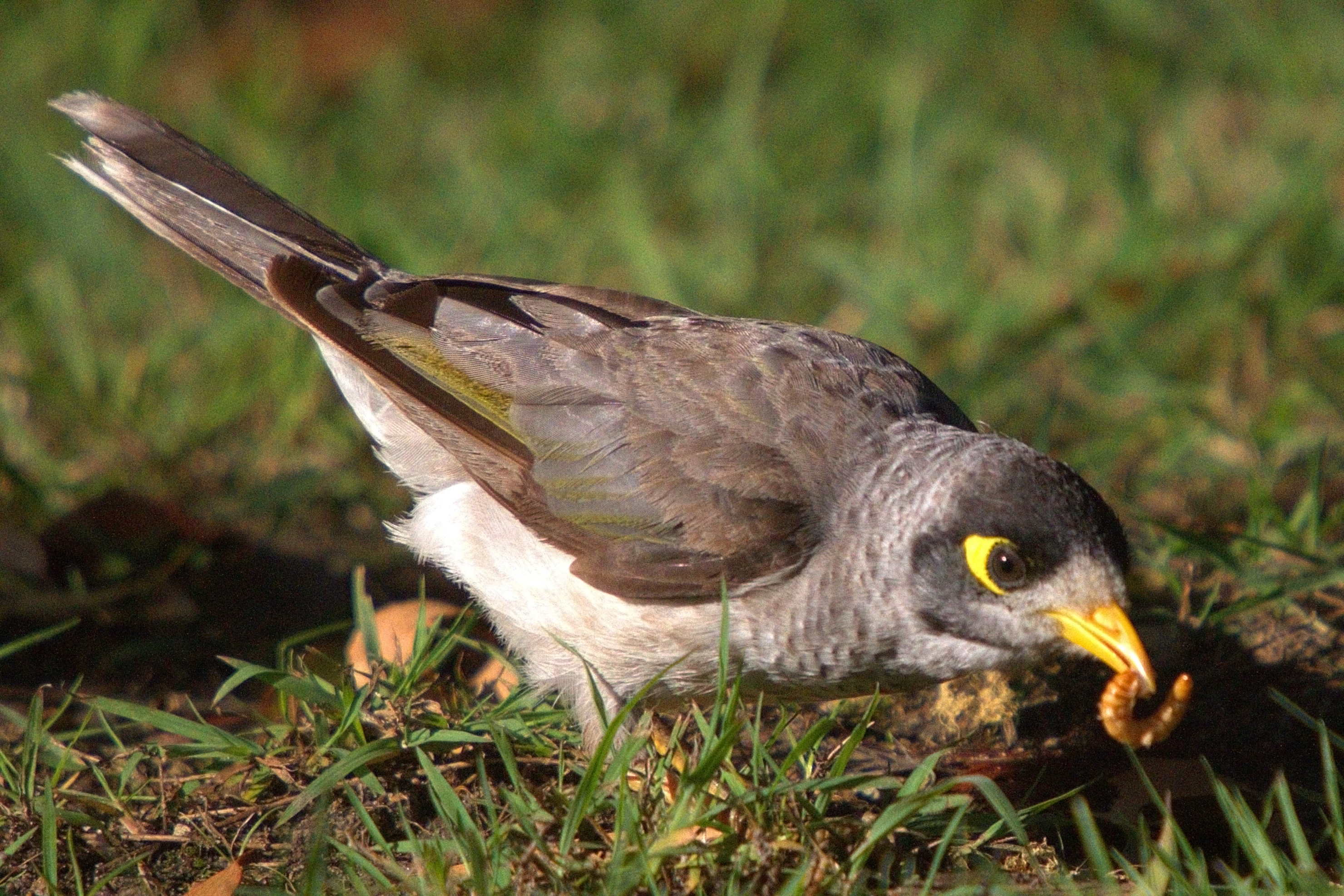
طائر غير ناضج (ذو ريش بني) يأكل وجبة من يرقات الخنفساء

وفي دراسة للطيور التي تتغذي بحدائق الضواحي، تم ملاحظة أن آكل الرحيق الصاخب يقضي وقت أكبر في الجريفيليا بانكسيا وبسلالات الكافور. عندما تقضي وقت في الزهور فتكون زهور الكوليستمون (شجيرات تستوطن العديد من المناطق) عن أي نبات آخر بما فيهم الغريبة. يقضي معظم الوقت ملتقطاً لعلف الكافور، ومن الملاحظ أنه يتواجد بكثرة بالمواقع التي تتواجد فيها أشجار الكافور. يجد آكل الرحيق معظم الأحتياجات من غذاؤه من المانا (عصارة النبات)، سوائل لزجة غنية بالسكر والليرب (بلورات من العسل) والتي يقوم بتجميعها من علف الكافور. وقد سُجل عدد قليل من آكل الرحيق بمناطق البانكسيا والجريفيليا عن آكلي الرحيق الأكبر الآخرين مثل واتل بيرد الصغير (طائر من آكلي العسل ومن فصيلة الميلفاجيديا) (انثوكيرا كريسوبترا) وطائر الواتل الأحمر (انثوكيرا كارونكيولاتا).

## وصلات خارجية
آكل العسل[وصلة مكسورة]
كوينزلاند[وصلة مكسورة]
الكافور (شجرة)[وصلة مكسورة]
[وصلة مكسورة]